# Das Lächeln der Sphinx
Das Lächeln der Sphinx ist eine kurze Erzählung von Ingeborg Bachmann, die am 25. September 1949 in der „Wiener Tageszeitung“ veröffentlicht wurde.

## Inhalt

### Handlung
Als der König seine Herrschaft bedroht sieht – nicht von den Untertanen des Reichs, sondern von oben – wird ihm auch noch ein Schatten in der unmittelbaren Nachbarschaft des Schlosses gemeldet. Der beunruhigte Herrscher geht dem Phänomen auf den Grund. Schließlich blickt er in das Antlitz der Sphinx und fragt beherzt nach ihrem Begehr. Die Sphinx hat drei Fragen. Der König will die Bedrohung abwenden und beauftragt seine Gelehrten mit der Beantwortung der ersten Frage: Wie sieht es im Innern der Erde aus? Die Erforschung füllt Bände. Als der König der Sphinx die in den Papieren enthaltene Antwort vorlegt, findet die Fragerin keinen Ansatzpunkt zur Kritik. Bei der Beantwortung der zweiten Frage – die Sphinx will nun wissen, wie es auf der Erde aussieht – schießen die Gelehrten über das Ziel hinaus. Der Beschreibung aller oberirdischen Gegebenheiten fügen sie Formeln bei, die den Lauf der Gestirne beschreiben. Die Sphinx ist zufrieden und fragt: Wie sieht es in den Menschen aus?
Es erweist sich im Laufe der Zeit, die besten Gelehrten im Königreich sind mit der dritten Frage überfordert. Der König ersinnt eine Abkürzung des Verfahrens und setzt seinen Einfall entschlossen durch. Die Untertanen werden maschinell enthauptet. Der König steht allein da. Er hat alle Fragen beantwortet. Die Sphinx verlässt das leichenübersäte Reich.

## Rezeption
Bettina Banasch zitiert Agnese, nach der die Autorin stets philosophisch gedacht habe. Jost Schneider sieht den Text als Gleichnis und zitiert Weigel. Danach nehme Bachmann eine Idee aus Horkheimers und Adornos „Dialektik der Aufklärung“ auf: Die bedingungslose rationale Erfassung der Welt erweise sich als zerstörerisch. Aufklärung schlage in Mythologie um. Weigel bemerkt eine Diskrepanz. Die Kritik der reinen Vernunft in der „Sphinx“ kollidiere mit der streng logischen Argumentation in Ingeborg Bachmanns Dissertation.
Christine Kanz betrachtet die Rätselei psychoanalytisch. Danach sei das Muttersymbol Sphinx als eine Projektion der Ängste des Königs zu nehmen. Das der Sphinx innewohnende Irrationale sei furchterregend. Es werde vom König zwar durch rationales Handeln bezwungen, doch fatalerweise kämen ihm dabei die Untertanen abhanden.
Nach Kurt Bartsch halte die Autorin eine angemessene Grenzsetzung bei der Forschung in dem Sinne geradezu für erforderlich: Jeder darf nicht erforschen, was er möchte.

## Interpretation
Die Autorin lege den Nationalsozialismus aus.

### Textausgaben
Verwendete Ausgabe
- Christine Koschel (Hrsg.), Inge von Weidenbaum (Hrsg.), Clemens Münster (Hrsg.): Ingeborg Bachmann. Werke. Zweiter Band: Erzählungen. 609 Seiten. Piper, München 1978 (5. Aufl. 1993), ISBN 3-492-11702-3, S. 19–22

### Sekundärliteratur
- Otto Bareiss, Frauke Ohloff: Ingeborg Bachmann. Eine Bibliographie. Mit einem Geleitwort von Heinrich Böll. Piper, München 1978. ISBN 3-492-02366-5
- Kurt Bartsch: Ingeborg Bachmann. Metzler, Stuttgart 1997 (2. Aufl., Sammlung Metzler. Band 242). ISBN 3-476-12242-5
- Monika Albrecht (Hrsg.), Dirk Göttsche (Hrsg.): Bachmann-Handbuch. Leben – Werk – Wirkung. Metzler, Stuttgart 2002. ISBN 3-476-01810-5
- Joachim Eberhardt: „Es gibt für mich keine Zitate“: Intertextualität im dichterischen Werk Ingeborg Bachmanns. Niemeyer, Tübingen 2002 (Diss. Göttingen 2001). ISBN 3-484-18165-6, S. 91–104
- Sigrid Weigel: Ingeborg Bachmann. Hinterlassenschaften unter Wahrung des Briefgeheimnisses. dtv, München 2003 (Zsolnay, Wien 1999). ISBN 3-423-34035-5, S. 74–81